# Euphanta acuminata
Euphanta acuminata är en insektsart som beskrevs av Melichar 1902. Euphanta acuminata ingår i släktet Euphanta och familjen Flatidae. Inga underarter finns listade i Catalogue of Life.